# Vifolka pastorat
Vifolka pastorat var ett pastorat i Folkungabygdens kontrakt i Linköpings stift i Mjölby kommun. Pastoratet uppgick 2014 i Folkungabygdens pastorat
I pastoratet ingick från 2010:
- Veta församling
- Viby församling
- Västra Hargs församling
- Östra Tollstads församling

Pastoratskod var 020408.

## Administrativ historik
Pastoratet bildades 2002 genom sammanslagning av Veta pastorat och Västra Hargs pastorat. Pastoratet bestod före 2010 förutom av församlingarna som listas ovan även av Sya och Herrberga församlingar som 2010 uppgick i Veta församling. 2014 uppgick pastoratet i Folkungabygdens pastorat.